# Вальдеганга
Вальдеганга (ісп. Valdeganga) — муніципалітет в Іспанії, у складі автономної спільноти Кастилія-Ла-Манча, у провінції Альбасете. Населення — 1933 особи (2010).
Муніципалітет розташований на відстані близько 220 км на південний схід від Мадрида, 23 км на північний схід від Альбасете.

## Демографія
Динаміка населення (INE ):

## Уродженці
- Хайме Ромеро (*1990) — іспанський футболіст, півзахисник.

## Галерея зображень
- Розташування муніципалітету у провінції Альбасете